# Muang Sangthong
Muang Sangthong är ett distrikt i Laos.   Det ligger i provinsen Vientiane, i den västra delen av landet, 50 km nordväst om huvudstaden Vientiane.